# Umělá inteligence ve vzdělávání
Využití umělé inteligence ve vzdělávání bylo umožněno díky zavedení hlubokého učení. To vedlo i k aplikaci umělé inteligence v dalších oblastech jako finance a podnikání, průmysl nebo medicína. Spojení umělé inteligence a učení je výsledkem mnohaletého vývoje. Umělá inteligence je oblast vědy, jež studuje lidskou inteligenci a vytváří inteligentní programy nebo umělé entity schopné plnit úkoly podobně jako lidé. Zabývá se oblastmi jako je robotika, analýza dat, statistiky a hry. Počátky výzkumu umělé inteligence se objevují v první polovině 20. století.

## Umělá inteligence

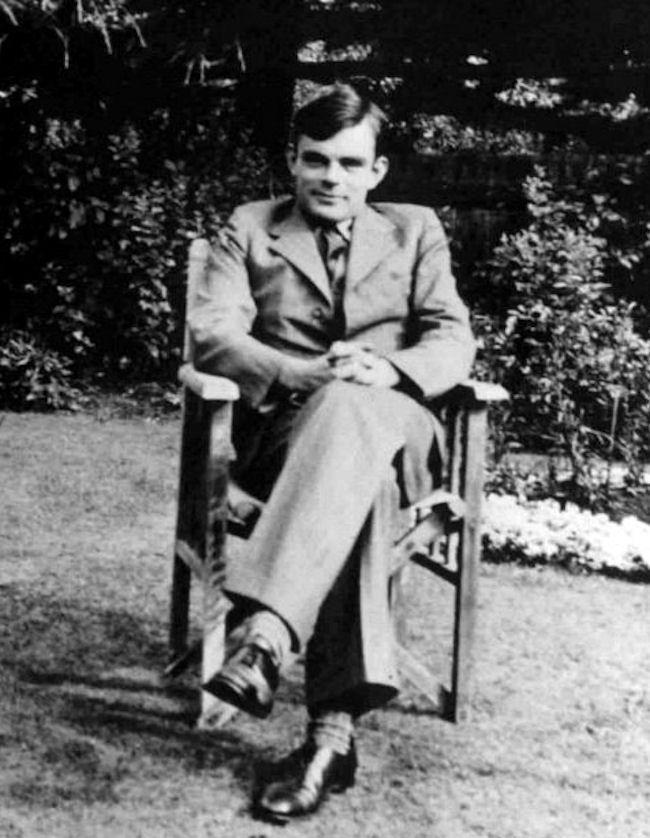
Alan Turing

Umělá inteligence (UI) je schopnost systému interpretovat okolní informace, poučit se z těchto dat a využívat jejich znalosti k dosažení určitých cílů. V informačních vědách je UI definována jako inteligentní agent, jakékoli zařízení, které dokáže vnímat prostředí a podniká kroky maximalizující jeho šance na úspěšné dosažení cíle. Existuje také definice UI pomocí testu Alana Turinga (poprvé prezentováno roku 1950). Tento test říká, že počítač je inteligentní, když je nemožné rozlišit v procesu komunikace, zda je rozhovor veden s osobou nebo se strojem. Vyvrácením definice UI byl myšlenkový experiment provedený filozofem Johnem Searlem v roce 1980, který se nazývá experiment čínského pokoje. Podle tohoto experimentu jsou činnosti stroje srovnatelné s činnostmi osoby jednající podle pokynů. Interní porozumění informacím však u člověka Angličana, a tedy i ve stroji, chybí. Z toho vyplývá, že definice silné umělé inteligence je nepravdivá.
Ve vzdělávání se UI vztahuje na část výzkumu nazvanou získávání vzdělávacích údajů. Účelem studia dat je vytvořit nové pohledy na proces učení studentů, a tím tento proces zlepšit.

## Kategorizace umělé inteligence v učení

### Neuronová sít'

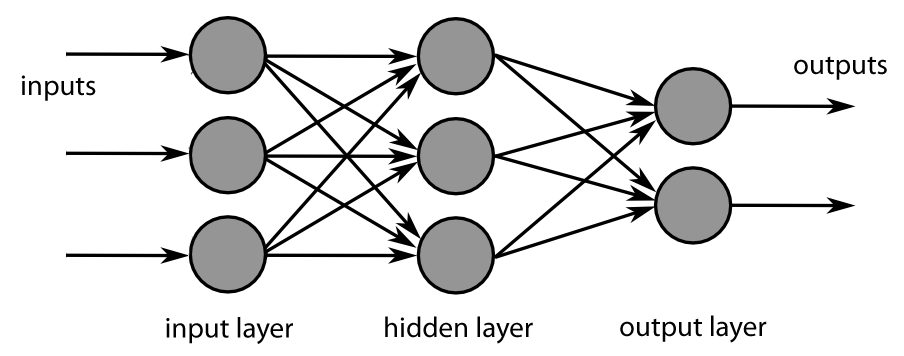
Struktura neuronové sítě s jedním skrytým řádkem

Jedním ze způsobů zpracování a kategorizace dat je umělá neuronová síť. Neuronová síť je program založený na matematickém modelu umělého neuronu. Struktura neuronové sítě je rozdělena na příjem dat, jejich zpracování skrytými řádky a výstup dat. Počet výstupů sítě označuje, na kolik kategorií byla data rozdělena a definována člověkem. Neuronová sít' je trénována dvěma způsoby, učením s učitelem, nebo samostatným učením. První způsob dává k dispozici použité příklady, neboli data a jejich očekávané, konkrétní kategorie. Při trénování bez učitele má sít' vstupní data, ale výstup není dostupný a síť definuje jejich kategorie samostatně.

### Bayesovská síť
Bayesovská síť je pravděpodobnostní grafický model, který představuje řadu proměnných a podmíněných vztahů pomocí orientovaného acyklického grafu. Bayesovské sítě jsou ideální pro zkoumání výskytu a předpovídání pravděpodobnosti toho, že jednou ze známých příčin byl vlivný faktor. Bayesovská síť může pomoci zjistit, jakou pravděpodobnost má jedna nebo druhá proměnná, odpovědět na otázky jako: Na jakých podmíněných důvodech je proměnná nejvíce závislá? Jaký je nejpravděpodobnější důvod viditelných výsledků? 

## Umělá inteligence ve vzdělávání

### Vzdělávací dolování dat (Educational Data Mining)
Vzdělávací dolování dat je algoritmus, který doplňuje vzdělávací systém. Proces se skládá ze čtyř složek: odpovědných akademických pracovníků a učitelů, studentů, vzdělávacího systému a algoritmu UI. Návrh, plánování a podporu systému provádí odpovědní lidé a učitelé. Studenti používají vzdělávací systém, to znamená, že k němu mají přístup a pracují v něm. Vzdělávací systém zobrazuje údaje o interakcích, informace o kurzu, akademická data. Tato data přecházejí do algoritmu, který je klasifikuje, vytváří klastr a poskytuje získané informace učitelům a akademickým pracovníkům i studentům.

### UI ve vzdělávacích aplikacích
Použití umělé inteligence lze vidět ve vzdělávacích aplikacích, jako je Duolingo. Duolingo pomáhá studentům trénovat gramatiku a učit se nová slova v cizím jazyce pomocí mobilního zařízení. Vývojáři a výzkumníci aplikace Duolingo navrhli několik výzkumných nápadů v oblasti umělé inteligence, jako je modelování vnímání a přijetí druhého jazyka, modelování uchování konceptu v dlouhodobé paměti a tak dále.
K dalším podobným aplikacím založeným na vzdělávacím dolování dat patří BUSUU. Zároveň zde ale probíhá i korekce prostřednictvím dalších uživatelů –⁠⁠⁠⁠⁠⁠ rodilých mluvčích jazyka, který se zrovna učíte.

## Umělá inteligence ve školství v České republice

### Pathevo
V České republice, na Západočeské univerzitě v Plzni, byl vytvořen algoritmus umělé inteligence s názvem Pathevo. Ten dokáže určit, které z kurzů různých univerzit jsou podobné nebo jsou na úrovni kurzů jiné univerzity. Algoritmus například dokáže rozeznat španělské kurzy na určité úrovni. Vytváří vlastní interpretaci kurzu španělštiny a analyzuje popisy dalších obdobných kurzů.

### ChatGPT
ChatGPT je jedním z nejpopulárnějších AI nástrojů mezi českými studenty. Podle výzkumu využívá nějaký z nástrojů umělé inteligence již 45 % zkoumaných žáků a studentů, přičemž ChatGPT je zdaleka nejpoužívanějším nástrojem (89 %). Studenti jej využívají především při psaní esejí, shrnutí textů a přípravě na testy.

### ScioBot
Nástroj od Scio k tvorbě příprav na hodinu.